# Camp de concentration de Mühldorf
Vous lisez un « bon article » labellisé en 2023.
Le camp de concentration de Mühldorf (en allemand : KZ-Außenlagerkomplex Mühldorf) est un camp satellite du camp de concentration de Dachau situé près de Mühldorf am Inn en Bavière, établi au milieu de l'année 1944 puis dirigé par la Schutzstaffel (SS). Le camp, d'une superficie de 20 km2, est créé pour fournir de la main-d'œuvre à une installation souterraine pour la production du Messerschmitt Me 262. Il est composé de plusieurs sous-camps.
En 1942 un réseau de 140 annexes est construit à proximité des sites de production d'armement et d'avions où sont employés près de 30 000 détenus.
Alors que l'offensive aérienne alliée contre l'Allemagne nazie s'intensifie après mars 1943, les dirigeants nazis décident de construire des installations souterraines afin de produire des armes et du matériel de guerre. Le camp de Mühldorf s'inscrit dans ce contexte pour répondre à cette demande. Cette construction nécessite le transfert de nombreux prisonniers d'Auschwitz vers Mühldorf. Les personnes handicapées sont envoyées dans des chambres à gaz dès leur arrivée, considérées comme inutiles. Des femmes sont parfois violées. En automne, 20 à 30 prisonniers meurent chaque jour, parfois 40 pendant l'hiver.
Lorsque la guerre atteint Mühldorf puis que des bombardements aériens alliés sont ordonnés, les détenus sont transférés dans les sous-camps ; ils doivent évacuer la zone dans des wagons. Les prisonniers sont libérés au début du mois de mai 1945 par l'armée américaine. Après la guerre, une fosse commune contenant les restes de 2 200 personnes est découverte.
Depuis 2002, une association, créée par Franz Langstein, œuvre activement pour qu'un mémorial témoigne des violences subies par les déportés. En 2018, ce mémorial est inauguré par la commune de Mühldorf am Inn à la mémoire des prisonniers du camp. Au XXIe siècle, l'emplacement du camp est repérable par des arbres coupés et, un peu plus loin, par les ruines d'une immense voûte de béton et de pierre, vestige probable du bunker.

## Histoire

### Organisation

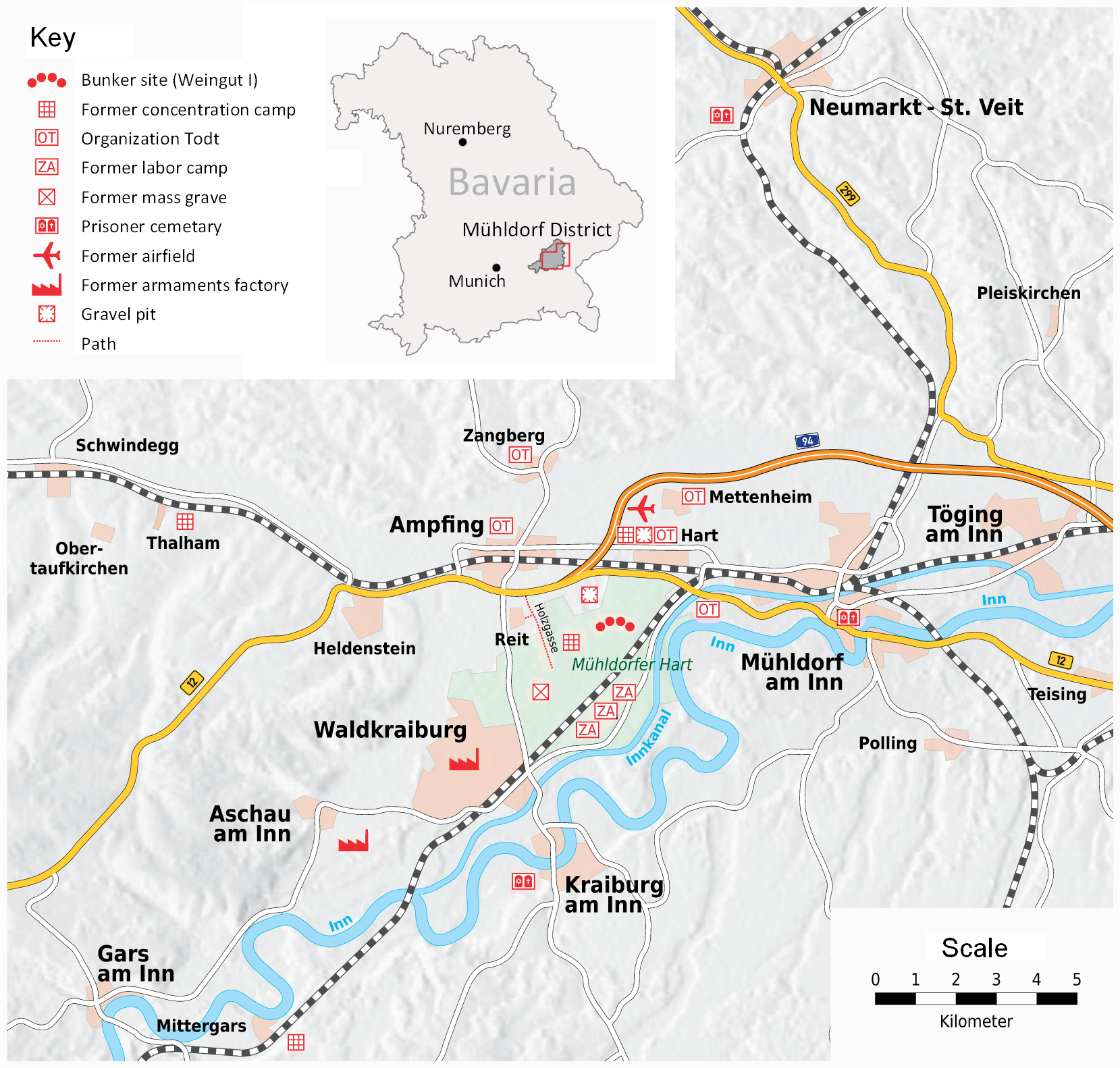
Carte montrant l'ancien camp de concentration, l'usine souterraine, les camps de travail et les usines d'armement dans le district de Mühldorf vers la fin de la Seconde Guerre mondiale.

Le camp de concentration est établi en mars 1944 et couvre une superficie de 20 km2 contenant quatre unités indépendantes. La plupart des prisonniers sont des Juifs hongrois. Le camp de Mühldorf est directement sous la direction de Dachau.

#### Prisonniers
Müldhorf se distingue des autres camps par l'existence de tâches à accomplir, la taille, ainsi que la période d'activité du camp. Les gardes SS procèdent à des sélections au camp de Mühldorf à l'automne 1944, déportant plusieurs centaines de détenus malades et handicapés vers les chambres à gaz d'Auschwitz,. Personne ne dirige le camp avant l'agrandissement du camp principal, puis à partir du mois d'octobre 1944 Walter Adolf Langleist le dirige depuis le sous-camp de Mettenheim. Les camps satellites sont généralement subordonnés à un Hauptscharführer des SS-Totenkopfverbände. De nombreux gardes SS sont des soldats de la Wehrmacht inaptes à faire la guerre.
Des détenus du camp d'extermination d'Auschwitz sont régulièrement envoyés dans le camp, principalement des Juifs hongrois,.
Les détenus sont divisés en fonction de leur sexe, les hommes sont logés à Mettenhein ou à Weildlager, tandis que les femmes sont logées à Mettenheim II ou à Waldlager VI.

#### Responsables et gardiens
Les gardes SS sont présents pour assurer l'ordre, surveiller les prisonniers et le camp. Il est notamment interdit aux gardes de parler aux détenus ; il leur est demandé de simplement escorter les détenus hors du camp et de les surveiller lorsqu'ils travaillent. L'unité de garde porte le nom de 12/SS-T.Stuba KL-Dachau et compte environ 250 hommes.
Walter Adolf Langleist est le plus haut fonctionnaire SS responsable de Mühldorf et de ses sous-camps. Il était auparavant commandant de la garde du camp de Majdanek. À l'automne 1944, il est muté et devient le chef de camp le plus haut gradé du camp de Kaufering. Chacun des quatre camps a un chef pour assurer l'ordre, certains sont des membres SS gradés, d'autres des membres de la Wehrmacht transférés chez les SS puis dans le camp.
Le commandant de l'unité de gardes SS est Anton Osterman ; ces gardes SS, dont certains viennent directement d'Auschwitz, sont presque tous d'anciens membres de l'armée allemande blessés ou considérés comme inaptes à la guerre. Ils sont ensuite enrôlés dans les SS au début de l'année 1944. Après l'échec de la tentative d'assassinat d'Hitler le 20 juillet 1944, Heinrich Himmler devient le commandant en chef du camp. Les gardes de Mühldorf prennent rapidement des grades SS, à l'exception de Ostermann, qui conserve celui de la Wehrmacht.
Les kapos du camp sont des détenus souvent choisis en fonction de leur niveau d'autorité et de leur ancienneté parmi les prisonniers. Ils sont chargés de maintenir l'ordre parmi les prisonniers et d'être leur porte-parole. Malgré ce système, les anciens du camp abusent souvent de leur statut envers les autres détenus.
L'un des détenus le plus connu du camp est H. Rohr, décrit par les survivants du camp comme étant un « type louche ». Il contrôle le camp en se déplaçant à vélo. En raison de sa brutalité, il est bien vu des SS et bénéficie de plusieurs privilèges, comme celui de pouvoir porter des vêtements civils.

#### Aménagement
Situé à proximité de Mühldorf, le camp de Gendorf, construit en octobre 1943, n'appartient pas aux camps satellites situés autour de Mühldorf am Inn car il est impliqué dans la construction d'un bunker semi-enterré, connu sous le nom de code de « Weingut I » et est plus ancien, des prisonniers y sont parfois transférés.
Lorsque l'offensive aérienne alliée contre l'Allemagne nazie s'intensifie après 1943, les dirigeants nazis décident de construire des installations souterraines afin de produire des armes et du matériel de guerre,. La construction accélérée de ces installations nécessite beaucoup d'efforts pour les prisonniers, peu après le camp de concentration d'Auschwitz commence à envoyer des détenus dans le camp,.

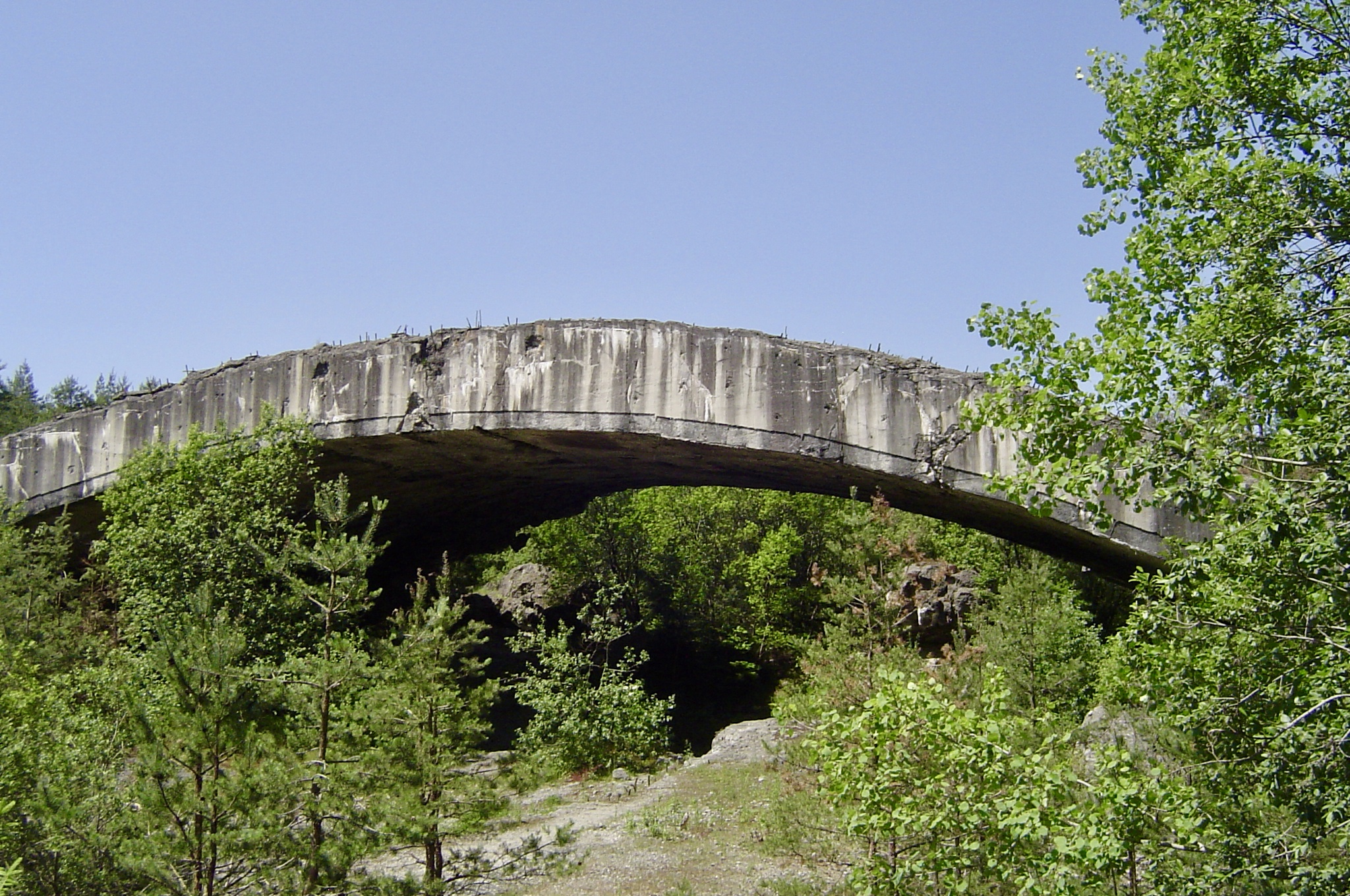
La voute, probablement celle de l'ancien bunker

L'édifice lors de sa construction mesure 400 mètres de long et 33 mètres de large. Les restes du bunker ne sont pas aménagés.

### Libération
En avril 1945, la guerre atteint le district de Mühldorf. À la fin du mois, les Américains entreprennent plusieurs bombardements aériens sur la gare de Mühldorf et l'aérodrome de Mettenheim. Neuf prisonniers du camp de Mettenheim meurent dans ces attaques. Les nazis évacuent le camp de concentration de Mühldorf.
Au milieu du mois d'avril, Ernst Kaltenbrunner ordonne la destruction du camp de concentration de Dachau et de ses camps satellites. Selon les déclarations des témoins, le plan est de procéder à la destruction du camp par des bombardements aériens afin de détruire des informations secrètes. Cette opération, baptisée Cloud A1, est retardée et empêchée à plusieurs reprises par le chef du bureau du district. Les prisonniers des camps sont emmenés dans les camps forestiers V/VI,.
Le 26 avril, l'ordre de départ est annoncé pour tous les camps de la région. Les malades et les détenus âgés sont laissés dans le camp. 4 000 prisonniers sont entassés dans des trains de marchandises et reçoivent une petite tranche de pain avec du fromage. Des prisonniers lancent une rumeur selon laquelle ils vont être emmenés dans un camp d'extermination. Plus tard, les prisonniers s'aperçoivent que les trains se dirigent vers le sud.
Le 28 avril 1945, les gardes SS libèrent les prisonniers et leur ordonnent d'aller où ils le souhaitent, puis les gardes fuient. Après avoir pillé le train de ravitaillement, quelques anciens détenus se dispersent dans la région. Peu de temps après, une unité de police de campagne SS se manifeste avec plusieurs anciens gardes du camp de Mühldorf. La plupart des prisonniers sont rassemblés et forcés de retourner dans le train de marchandises et sont enfermés. Certains détenus sont tués à la baïonnette et par balle pendant ce temps. 4 000 détenus sont embarqués dans un train de marchandises. En fuyant les troupes alliées, le train roule pendant une semaine à travers la Haute-Bavière ; pendant ce temps, les détenus n'ont accès ni à de la nourriture ni à des boissons.
Les prisonniers sont embarqués sur des wagons de marchandises sur ordre du camp de Dachau. Lorsqu'un train avec des prisonniers de Mühldorf arrive à Poing près de Munich, les gardes SS croient que la guerre est finie et libèrent donc les prisonniers le 28 avril 1945. Des prisonniers sont tués par des unités SS sous le commandement du Gauleiter Paul Giesler, censées arrêter le soulèvement de la résistance et refouler les prisonniers vers les trains. Le convoi continue finalement en direction de Bad Tölz-Wolfratshausen et est divisé après un nouveau bombardement près de Wolfratshausen : un train part en direction de Tutzing, l'autre en direction de Seeshaupt. Les prisonniers sont libérés le 29 avril,,,.
Les militaires américains prennent le contrôle du camp de Mühldorf au début du mois de mai. La plupart des gardes SS ont fui. Ils jettent leurs réserves dans des forêts environnantes de peur que les détenus qui ont fui ne les trouvent. Les prisonniers menacent de briser la clôture du camp de Waldlager, désormais en sous-effectif. Afin d'éviter une effusion de sang, le commandant du camp envoie un civil de confiance à la rencontre des forces américaines.
Un certain nombre de prisonniers se rendent à Feldafing après la libération. Les camps autour de Mühldorf sont occupés par les Alliés entre le 1er mai et le 2 mai. Des soins médicaux sont prodigués aux malades, cependant plusieurs prisonniers continuent de mourir de leurs blessures malgré les soins prodigués. Des gardes SS sont capturés et internés,.
Entre le 22 et le 23 juin 1945, le maire de Mühldorf annonce un enterrement et une commémoration des anciens prisonniers des camps environnants. Toute la population doit participer à ce deuil.

### Commémoration

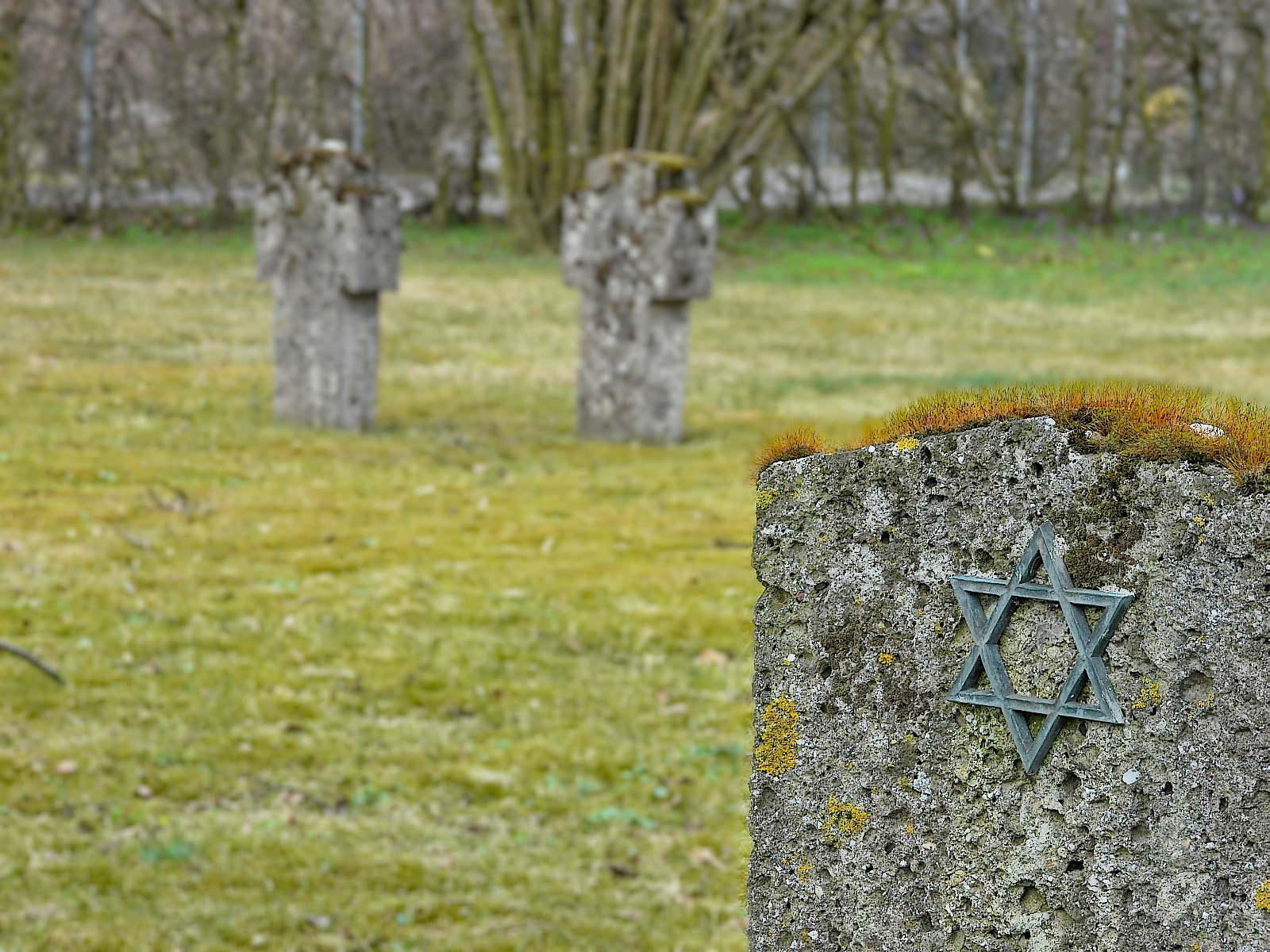
Tombes commémorant les détenus morts dans le camp.

En 2018, un mémorial est inauguré près de Mühldorf am Inn, pour commémorer les prisonniers et les victimes du camp. Franz Langstein explique qu'il est « satisfait qu'enfin, après tant d'années, au milieu de la forêt, on puisse se souvenir de la souffrance de ces hommes et de leur mort ».

## Conditions de détention

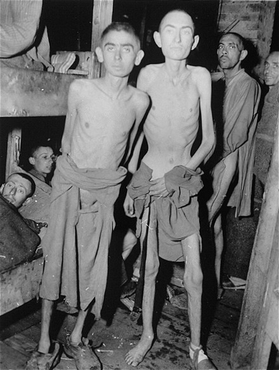
Survivants du camp de concentration de Mühldorf, quelques jours après la libération par l'armée américaine.

Les conditions de vie dans les sous-camps de Mühldorf sont qualifiées de catastrophiques. Tania Kauppila, une adolescente ukrainienne, doit utiliser des morceaux de papier pour se protéger lors de ses règles, avant qu'elles ne s'arrêtent en raison des conditions de détention. Les femmes sont insultées et parfois violées ; elles se font raser la tête à l'entrée du camp.
Lors de leurs règles, les femmes doivent utiliser des chiffons ou des morceaux de papiers pour se protéger, qui se font régulièrement voler.
| Image externe |                   |
|               | Coupe d'une hutte |

Les chambres des huttes sont limitées à des planches avec une couche de paille et un poêle ; ces lieux ne sont pas chauffées l'hiver. Les rations alimentaires sont minimes. L'eau courante n'est présente que dans deux des quatre sous-camps. Le typhus et la fièvre typhoïde se propagent vite et touchent les sous-camps en tuant les prisonniers déjà affaiblis par les conditions de détention. Au cours des trois derniers mois d'existence du camp de Mühldorf, 25 détenus meurent quotidiennement.
La nourriture est apportée par les détenus de la cuisine et servie dans les allées séparant les baraquements. Vers la fin de la guerre, les rations sont considérablement diminuées,.
Les prisonniers doivent porter des sacs de plus de 50 kg, et meurent parfois durant leur travail,. Les gardes SS procèdent à des sélections dans le camp à l'automne 1944, déportant des centaines de détenus malades et handicapés vers les chambres à gaz d'Auschwitz. Il est estimé que plus de la moitié des prisonniers détenus dans le camp sont morts pendant leur déportation vers le camp d'Auschwitz-Birkenau ou sont morts sur place à cause du surmenage, des abus, des fusillades et des maladies. Les prisonniers des camps Waldlager V et VI situés près de la ville d'Ampfing, sont logés dans des huttes en terre, des baraques partiellement enterrées avec des toits recouverts de terre destinés à camoufler les structures aux yeux missions de reconnaissance aérienne alliée. Les prisonniers travaillent pendant dix à douze heures chaque jour pour transporter des sacs de ciment et effectuer d'autres tâches.
Les prisonniers sont réveillés à environ 4 h 15. Ils sont ensuite autorisés à sortir puis à déjeuner. Ils doivent ensuite se rassembler dans la cour d'inspection du camp pour l'appel et les nouvelles. À 7 h, ces prisonniers sont conduits hors du camp, souvent en étant forcés de chanter. Une fois le chantier atteint, ils travaillent jusqu'à 12 h 30, heure à laquelle la pause est annoncée. Celle-ci dure jusqu'à 13 h. Vers 19 h 30-20 h, les prisonniers rentrent au camp, dînent, puis dorment. Le dimanche, ils ne travaillent pas.
Les premières semaines, les détenus ne se changent pas et ne se douchent pas. Ce n'est que lorsqu'un puits est construit dans le camp de Waldlager que les détenus ont la possibilité de se doucher. Aux camps de Mittergars et de Thalham, les fermiers livrent l'eau afin de remplir les réserves d'eau servant aux douches.
Fin avril, quand l'armée américaine s'approche des camps, les gardes SS évacuent 3 600 prisonniers du camp lors des marches de la mort, et 2 200 prisonniers sont retrouvés morts dans des fosses communes,.

## Sous-camps
Au mois de juillet 1944, quatre sous-camps sont construits. Un sous-camp dans le monastère de Zangberg (de) est construit près de Mühldorf, où se trouvent entre 100 et 200 détenus. Une caserne et un dépôt sont construits près de Mühldorf. Des baraques finlandaises sont construites, des huttes en terre sont construites à nouveau.
Entre le mois de juillet 1944 et d'avril 1945, l'armée américaine envahit la région. Les Allemands décident qu'environs 8 000 prisonniers soient déportés depuis le camp de concentration de Mühldorf vers le camp principal de Mettenheim et ses camps satellites.
Selon le récit d'un détenu ayant remis les dossiers administratifs du camp aux autorités américaines, le camp de Mettenheim compte environ 2 000 détenus, un camp de femmes voisin compte 500 personnes, les « camps forestiers » contiennent environ 2 250 détenus hommes et femmes tandis que deux autres camps abritent 550 personnes. La plupart des prisonniers sont juifs. La zone environnante compte également de nombreux camps de travail forcé et de prisonniers de guerre destinés à fournir des travailleurs à l'usine située à proximité. Le camp est entouré d'une clôture de barbelés placée en hauteur. Sur le côté ouest, il y a quatre baraquements pour les SS et les ingénieurs de l'organisation Todt. Le camp de concentration est composé d'au moins vingt baraquements en bois construits sur des dalles de béton empilées. Les détenus dorment dans des espaces étroits. Il y a environ 150 à 200 prisonniers par baraquement.
Le sous-camp de Waldlager créé en août 1944 est le deuxième plus grand camp de concentration du groupe des camps de Mühldorf. Il est situé au sud d'Ampfinger dans le Mühldorfer Hart. Seuls quelques vestiges sont encore visibles. Un mémorial en trois parties est ouvert en avril 2018. Selon le Service international de recherches de la Croix-Rouge, le camp forestier est découvert pour la première fois le 9 avril, puis mentionné en août 1944,,. La construction du camp commence avec la construction du Waldlager V en juillet 1944 pour les prisonniers des camps de concentration du camp principal de Dachau. Ce camp est initialement conçu comme un camp d'été. Une extension ultérieure du camp est désignée sous le nom de Waldlager VI. Cette partie du camp est aménagée à la fin de l'automne 1944 et sert de camp d'hiver. Les prisonniers vivent dans des huttes en terre. Sur le plan organisationnel, les deux parties du camp sont considérées comme un seul camp et gérées comme camp forestier Waldlager. Le commandant du camp est un Hauptmann, Anton Ostermann, officier de la Wehrmacht qui n'est pas apte au front et n'est pas accepté dans les SS. Le camp est généralement occupé par près de 2 000 hommes. Un camp pour femmes est mentionné pour la première fois en janvier 1945 ; il est ensuite occupé par 250 femmes.
Le camp de Mittergars est situé dans une zone boisée sur la ligne ferroviaire entre Rosenheim et Mühldorf entre Jettenbach et Mittergars, à environ 18 kilomètres au sud-ouest de Mühldorf. Le camp, réservé aux hommes, est construit en octobre 1944 et mesure 75 mètres sur 150 avec 33 baraques. Les gardes SS sont logés à l'extérieur du camp. La plupart des prisonniers sont des juifs hongrois, ou des déportés provenant des pays frontaliers à la Bavière. La majorité des prisonniers décédés sont enterrés dans une fosse commune.
Le camp de Thalam est un sous camp situé directement sur la ligne ferroviaire Munich–Simbach. Le camp est mentionné pour la première fois en janvier 1945, 200 prisonniers travaillent dans la gravière voisine. Le camp se compose de 22 baraques et est sous la direction de la Gestapo, qui dirige également un camp d'éducation au travail à Thalham, aussi appelé « camp d'ancrage ». Les camps sont détruits après la guerre.
Le nombre exact de gardes présents dans le camp de Thalham n'est pas connu.
Une usine de munitions est installée dans le monastère de Zangberg. Le camp est mentionné pour la première fois peu avant la fin de la guerre en mars 1945, des soldats nazis sont présents jusqu'à fin avril 1945.
Au 24 juillet 1944, il y a 8 300 prisonniers, dont 7 500 hommes et 800 femmes dans le camp. Ce déséquilibre dans la proportion d'hommes et de femmes reflète, d'une part, les demandes de travail émises par l'organisation Todt pour les travaux de construction et, d'autre part, les conditions de survie généralement plus mauvaises pour les femmes lors des sélections dans le camp d'Auschwitz. Au cours de l'été 1944, le premier transport de Juifs hongrois, en provenance d'Auschwitz arrive au camp. Il existe également un camp pour femmes contenant 500 prisonnières. En moyenne, il y a 2 000 hommes et 250 femmes dans le sous-camp de Mittergars.

## Procès
Ce n'est qu'après l'établissement du service central d’enquêtes sur les crimes nationaux-socialistes que des recherches systématiques sont entreprises. Lorsque les enquêtes du service ne révèlent aucun homicide, les prisonniers mentionnent seulement que plusieurs des leurs sont morts par empoisonnement à l'alcool méthylique. Le seul décès officiellement enregistré est celui d'un prisonnier polonais mort d'une intoxication alcoolique le 3 septembre 1944. Son décès est enregistré dans le registre des décès d'Emmerting. Les prisonniers malades sont transférés au camp de concentration de Dachau, de sorte qu'aucun décès ne soit indiqué dans les registres des villes locales. Les survivants affirment qu'il n'y a pas eu d'homicides intentionnels. Les enquêtes de l'administration cessent en conséquence. Des poursuites judiciaires sont entamées plus tard.
Le commandant de Mühldorf, Walter Langleist, est jugé lors du procès de Dachau en 1945. Il est reconnu coupable de crimes de guerre et condamné à mort ; il est pendu à la prison de Landsberg le 28 mai 1946,.

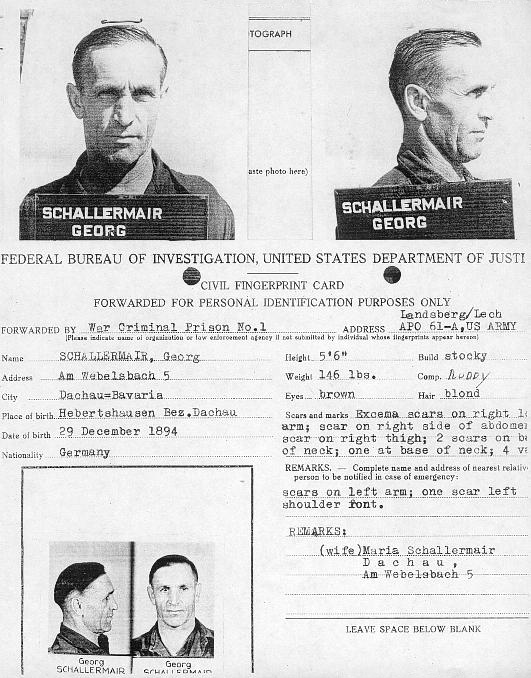
Carte d'arrestation de Georg Schallermair, lors de son arrestation au sous-camp de Mühldorf entre 1944 et 1945. Jugé pour crimes de guerre commis à Mühldorf puis reconnu coupable et pendu à la prison de Landsberg en 1951.

Au mois de février 1946, le tribunal militaire de Dachau inculpe quatorze responsables du camp de Mühldorf pour les crimes commis envers les prisonniers, notamment des meurtres et des tortures. Le 13 mai 1947, treize accusés sont reconnus coupables : six sont condamnés à la pendaison, deux à la réclusion à perpétuité et les autres à des peines variant de dix à vingt ans ; cependant un accusé est acquitté. Une seule des condamnations à mort est exécutée, les autres sont transformées en peines de prison,,. 

Un autre fonctionnaire du camp, Georg Schallermair, est jugé en septembre 1947. Il fut le responsable des appels et a également torturé plusieurs prisonniers. Il est reconnu coupable de crimes de guerre et se voit condamné à mort. Bien que la plupart des condamnés à mort restants aient obtenu la clémence en 1951, il est l'un des sept hommes à voir leur condamnation à mort confirmée. Le général Thomas T. Handy confirme la condamnation à mort de Schallermair : 

« Georg Schallermair, en tant que chef d'un groupe de commandement, était directement responsable des prisonniers de Mühldorf, un sous-camp de Dachau. Il a lui-même battu de nombreux prisonniers de telle manière qu'ils en sont morts. Sur 300 personnes amenées au camp à l'automne 1944, seules 72 sont encore en vie au bout de quatre mois. Chaque jour, il se rend à la morgue avec un dentiste pour casser et récupérer les dents en or des prisonniers. Il n'y a aucun fait ou argument qui puisse en aucune façon justifier la grâce dans ce cas. »

 Georg Schallermair est pendu à la prison de Landsberg le 7 juin 1951. Il est l'un des sept derniers criminels de guerre nazis à être exécutés par les États-Unis.